# Joseph Barbera
Joseph Barbera (New York, 1911. március 24. – Los Angeles, 2006. december 18.) kétszeres Primetime Emmy- és háromszoros Daytime Emmy-díjas amerikai rajzfilmkészítő, producer. Társával, a szintén világhírű William Hannával 1957-ben alapították meg közös stúdiójukat, a Hanna-Barberát, melynek számos rajzfilmklasszikust köszönhet a világ.

## Munkássága
A két zseniális rajzfilmes stúdiói Hollywood legismertebb animációs vállalataivá nőtték ki magukat, munkáik százai a popkultúra szerves részeivé váltak. Első híres rajzfilmjük a Tom és Jerry volt, amely még filmvásznon aratott hatalmas sikert. Frédi és Béni, avagy a két kőkorszaki szaki történetének ötlete 1960-ban fogant meg, és a róluk szóló történet volt az első tévés rajzfilmsorozat az USA-ban, amelyet főműsoridőben sugároztak. Abban is első, hogy emberi alakok szerepeltek benne, és egy-egy epizódja hosszabb volt, mint az akkor szokásos 6–7 perc. A sorozatot ma is a világ 80 országában sugározzák a tévécsatornák. Azután következett A Jetson család, majd Scooby-Doo, a kutya, aki először 1969-ben örvendeztette meg a kicsiket és a nagyokat a tévéképernyőn, majd nagy sikerű film is készült a játékos eb kalandjaiból. A nyolcvanas években a „szmörfök” (The Smurfs), vagyis a Hupikék törpikék, e pici kék, emberszerű lények lettek a szerzőpáros legkedveltebb figurái, s az ő történeteikből készült tévéshow mintegy harminc országban látható.
Az évek során Hanna és Barbera számos Emmy-díjban, tévés kitüntetésben részesült. 1994-ben az amerikai tévés hírességek csarnokában is örökös tagságot kaptak. Barbera 1994-ben írta meg önéletrajzát Életem a rajzfilmben (My Life in Toons) címmel.

## Filmjei
- The Ruff & Reddy Show (1957–1960)
- Foxi Maxi kalandjai (1958–1961)
- Villámpata Seriff (1959–1961)
- Frédi és Béni, avagy a két kőkorszaki szaki (1960–1966)
- Maci Laci (1961–1962)
- Turpi úrfi (1961–1962)
- The New Hanna-Barbera Cartoon Series (1962–1963)
- A Jetson család (1962–1963, 1985–1987, 1990)
- Hahó! Megjött Maci Laci! (1964)
- Jonny Quest (1964–1965)
- Magilla Gorilla (1964–1965)
- The Peter Potamus Show (1964–1966)
- Sinbad Jr. (1965–1966)
- Atom Anti (1965–1966)
- Frédi, a csempész-rendész (1966)
- Space Ghost (1966–1968)
- Abbott & Costello (1967)
- Young Samson & Goliath (1967–1968)
- Flúgos futam (1968–1969)
- The New Adventures of Huckleberry Finn (1968–1969)
- The Banana Splits Adventure Hour (1968–1969)
- Süsü keselyűk (1969–1970)
- Dili Dolly kalandjai (1969–1970)
- Hol vagy Scooby Doo! (1969–1971)
- Jaj, borzas brumi brancs! (1971)
- Wait Till Your Father Gets Home (1972–1974)
- Scooby-Doo újabb kalandjai (1972–1973)
- Malac a pácban (1973)
- Az Addams család (1973)
- Tom és Jerry kalandjai (1975)
- Anyuci, Balfék és Spuri (1976)
- A Scooby-Doo Show (1976–1978)
- Barlangi kapitány és a tini angyalok (1977–1980)
- Scooby-Doo: Rémpróbás Játékok (1977)
- Vigyázat, ragadozók! (1978)
- Frédi és Béni, avagy a kökorszaki horrordili (1979)
- Godzilla (1978–1979)
- Scooby-Doo Hollywoodba megy (1979)
- Scooby és Scrappy-Doo (1979–1980)
- Maci Laci első karácsonya (1980)
- The Ri¢hie Ri¢h/Scooby-Doo Show (1980–1981)
- The Fonz and the Happy Days Gang (1980–1981)
- Super Friends (1980–1983)
- Hupikék törpikék (1981–1989)
- Pac-Man (1982–1983)
- Az új Scooby-Doo és Scrappy-Doo-show (1983)
- Snorks (1984–1988)
- Pink Panther and Sons (1984–1985)
- Challenge of the GoBots (1984–1985)
- Scooby-Doo és a 13 szellem (1985)
- Maci Laci kincset keres (1985–1986)
- Paw Paws (1985–1986)
- Frédi és Béni, avagy a kökorszaki buli (1986–1988)
- Foofur (1986–1987)
- Pound Puppies (1986–1987)
- Jonny Quest (1986–1987)
- Kőróka (1987)
- Scooby-Doo és a Boo bratyók (1987)
- Maci Laci nagy szökése (1987)
- Jetsonék vendégségben a Flintstone családnál (1987)
- Maci Laci mágikus repülése (1987)
- Scooby-Doo, a kölyökkutya (1988–1991)
- Turpi úrfi és a Beverly Hills-i macskák (1988)
- Scooby-Doo és a vámpírok iskolája (1988)
- Judy Jetson és a Rockerek (1988)
- A jó, a rossz és Foxi Maxi (1988)
- Maci Laci és az űrmedvék (1988)
- Scooby-Doo és a kezelhetetlen vérfarkas (1988)
- Fantastic Max (1988–1989)
- Paddington Bear (1989–1990)
- Timeless Tales from Hallmark (1990–1991)
- Tom és Jerry gyerekshow (1990–1993)
- The Adventures of Don Coyote and Sancho Panda (1990–1991)
- Yo Yogi! (1991–1992)
- Droopy, a mesterdetektív (1993)
- Húsvéti Maci Laci (1994)
- A Flintstone család (1994)
- Scooby-Doo és az Arábiai Lovagok (1994)
- Frédi és Béni: Karácsonyi harácsoló (1994)
- Scooby-Doo és a boszorkány szelleme (1999)
- Scooby és az idegen megszállók (2000)
- Scooby-Doo és a virtuális vadászat (2001)
- Mizújs, Scooby-Doo? (2002–2006)
- Tom és Jerry: A varázsgyűrű (2002)
- Scooby Doo - A nagy csapat (2002)
- Scooby-Doo és a vámpír legendája (2003)
- Scooby-Doo: A mexikói szörny (2003)
- Scooby Doo 2: Szörnyek póráz nélkül (2004)
- Scooby-Doo és a Loch Ness-i szörny (2004)
- Tom és Jerry: Macska a Marson (2005)
- Scooby Doo: A múmia átka (2005)
- Tom és Jerry: Vigyázz, kész, sajt! (2005)
- Tom és Jerry újabb kalandjai (2006)
- Tom és Jerry: Tengerész egerész (2006)
- Scooby-Doo: Kalózok a láthatáron (2006)
- Praclifalva lakói